# St. Kilian (Lügde)

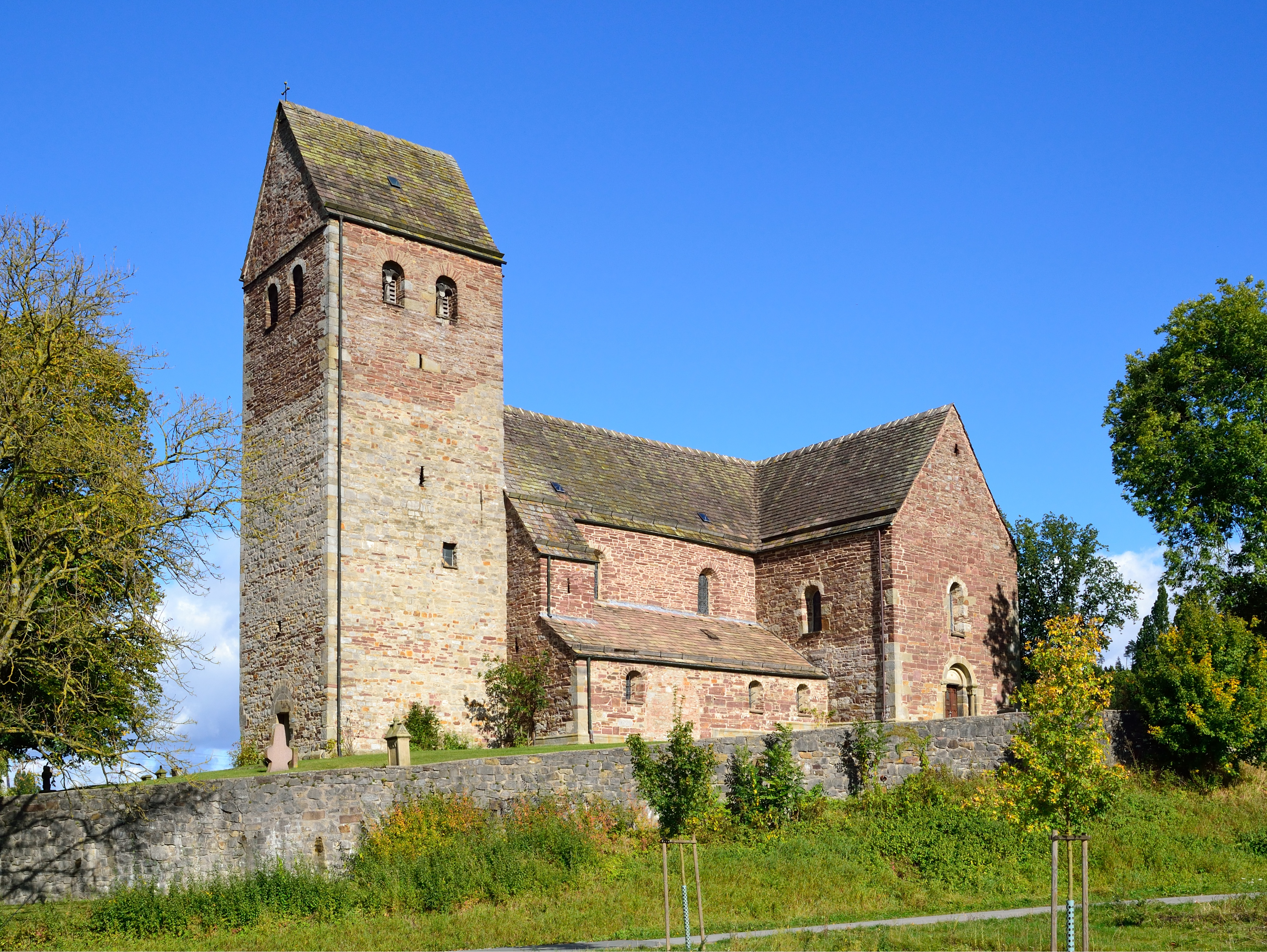
Pfarrkirche St. Kilian in Lügde

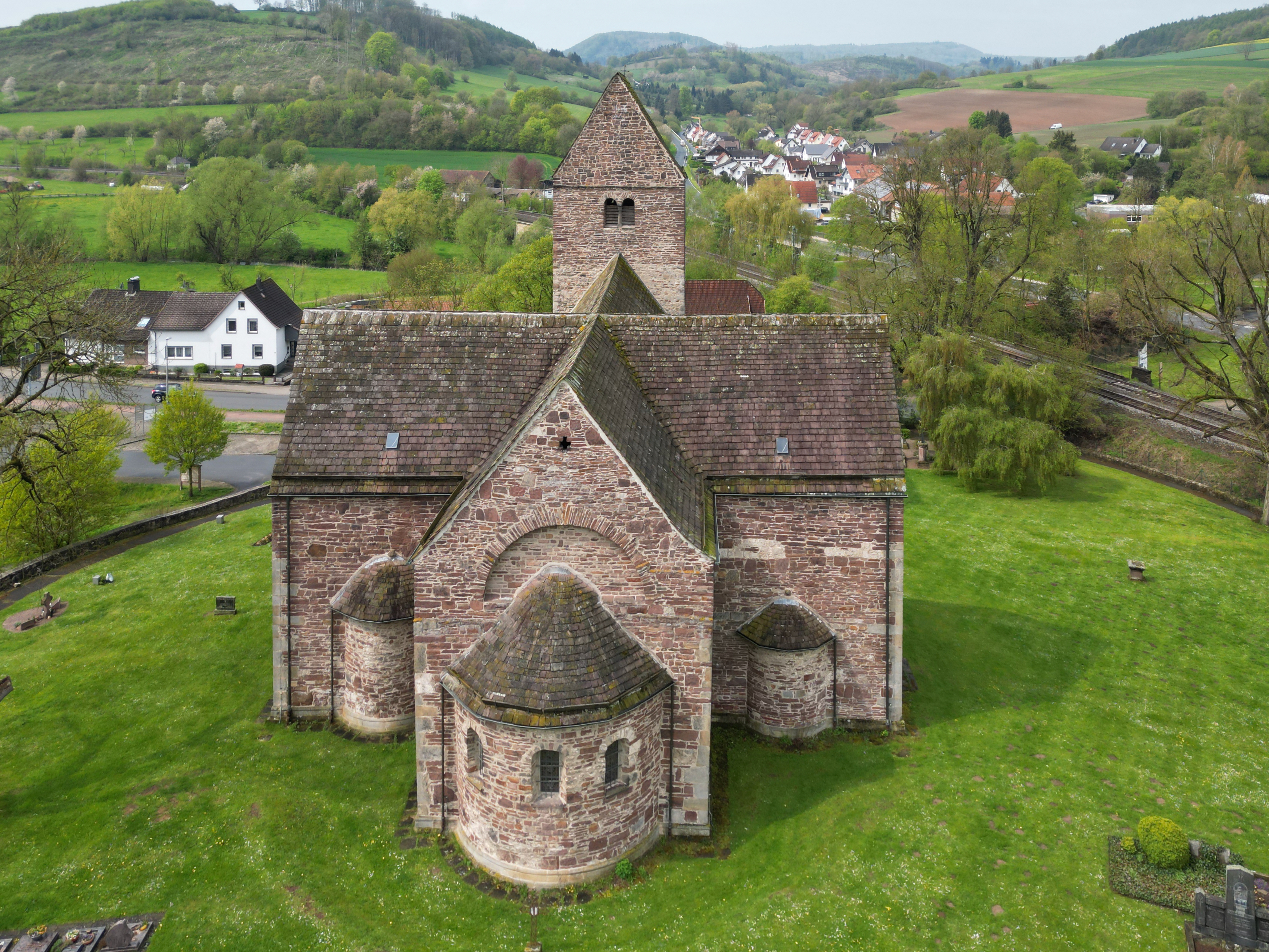
Blick von Osten auf St. Kilian in Lügde

Die katholische Pfarrkirche St. Kilian ist ein denkmalgeschütztes Kirchengebäude in der Höxterstraße in Lügde im Kreis Lippe (Nordrhein-Westfalen).

## Geschichte und Architektur
Als Erstbau wurde ein vermutlich karolingischer Saal mit eingezogenem Chor ergraben, der nachträglich auf der Nordseite um ein Seitenschiff erweitert wurde. Der älteste Teil der bestehenden Kirche ist der um 1100 errichtete und um 1200 erhöhte Turm. Das Schiff und der Chor wurden im dritten Drittel des 12. Jahrhunderts errichtet. 
Die romanische Gewölbebasilika im gebundenen System mit einer Hauptapsis und Nebenapsiden wurde südlich der Stadt auf einem Bergsporn errichtet. Sie ist von einem Friedhof mit hohen Bruchsteinmauern umgeben. Nach der Stadtgründung und Errichtung der Marienkirche in der Innenstadt war sie weiterhin die Pfarrkirche für die umliegenden Dörfer. Sie wurde auch als Friedhofskirche genutzt.

### Außen
Der klar gegliederte, gestaffelte Baukörper aus Bruchsteinmauerwerk war ursprünglich verputzt. Seit der Renovierung von 1870 bis 1882 ist er steinsichtig. Der sockellose Turm mit Eckquaderung ist von bemerkenswerter Wandstärke. Im oberen Teil befinden sich Schallarkaden mit eingestellten Säulchen und Würfelkapitellen. Das schlichte Westportal wurde später verkleinert. Das Schiff und auch der Chor stehen auf einem sorgfältig gearbeiteten, profilierten Sockel. Die Wände sind durch kleine Rundbogenfenster gegliedert. Die während der Bauphase erfolgte sukzessive Erhöhung gegenüber der ursprünglichen Planung ist an der Eckquaderung, der Fensterhöhe und den im Verhältnis zur Wandhöhe zu niedrigen Apsiden abzulesen. Am südlichen Querschiffportal stehen Säulen mit eigenwillig würfelförmigen Kapitellen. Im Tympanon ist eine Maske dargestellt. Im Tympanon des ähnlich gestalteten Nordportals ist der Baum des Lebens zu sehen. Die beiden Langhausportale wurden 1753 zugesetzt.

### Innen

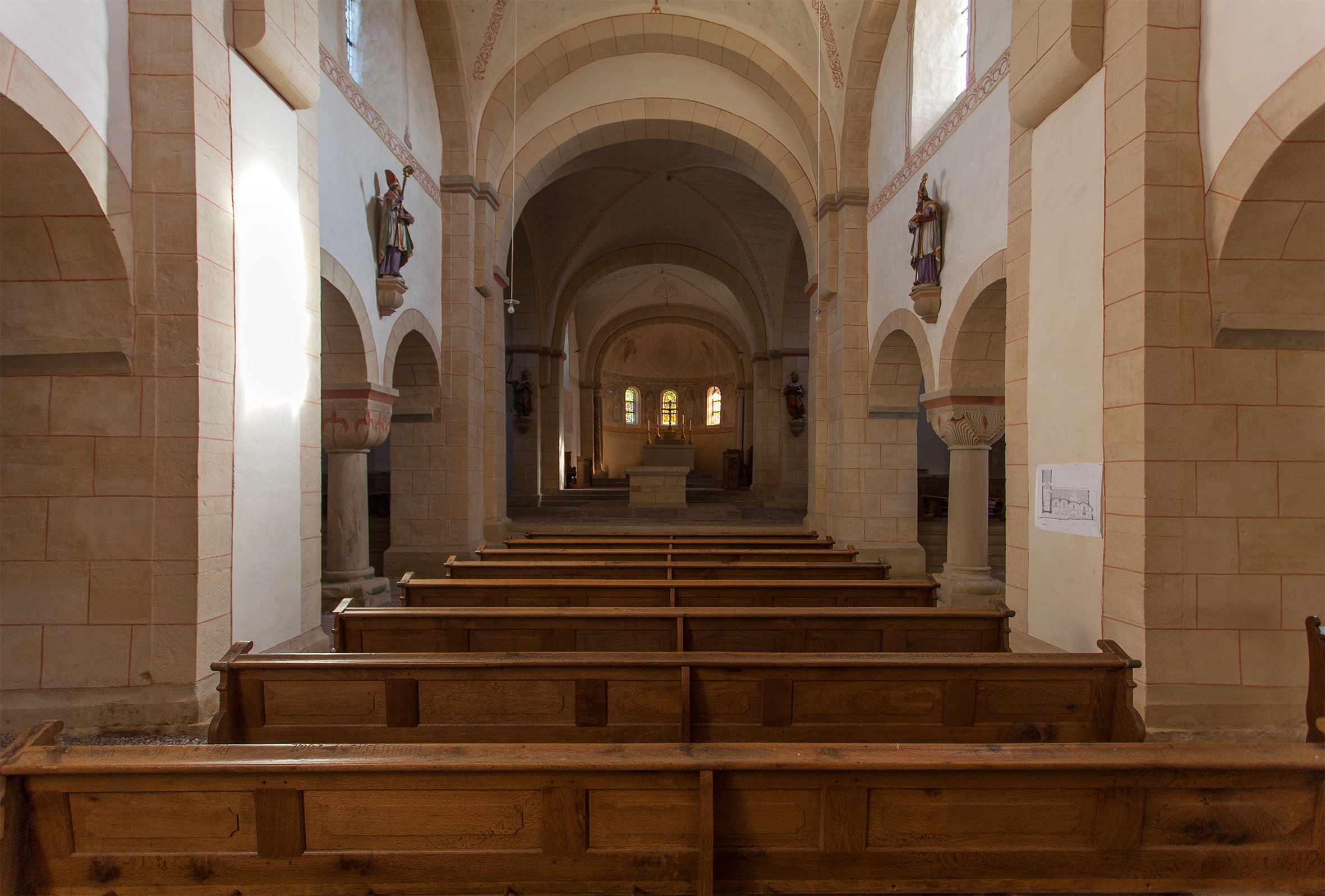
Innenraum

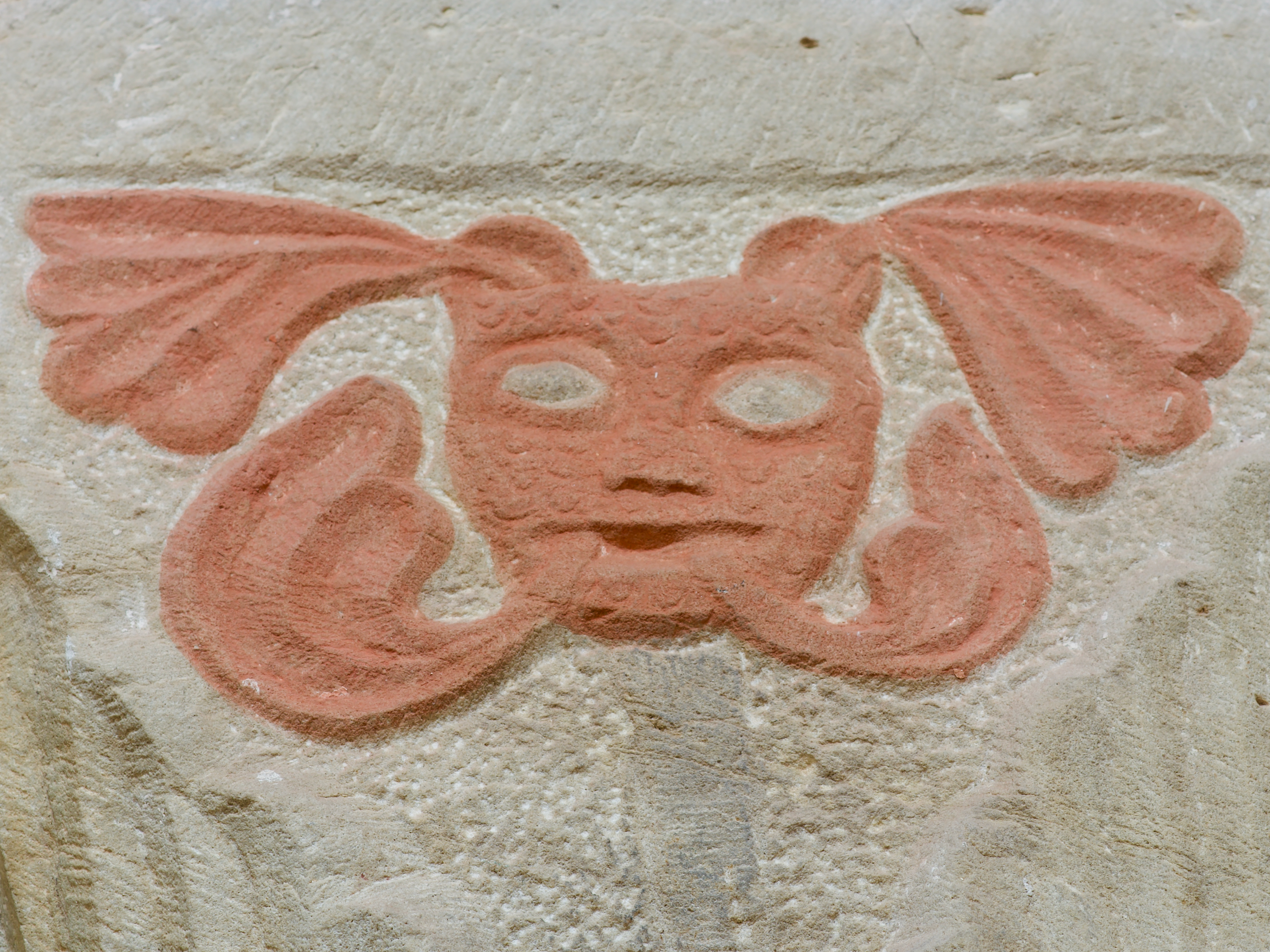
Loki-Darstellung auf einem der Säulenkapitelle

Die Proportionen des eindrucksvollen Raumes wurden 1939 durch die Absenkung des Fußbodens auf das ursprüngliche Niveau, das nach Osten stufenweise ansteigt, wiederhergestellt. Die niedrigen Arkaden im zweijochigen Langhaus werden von schweren, quadratischen Pfeilern im Wechsel mit Säulen getragen. Die großen, weit ausladenden Würfelkapitelle sind mit Palmetten, Voluten und Blättern geschmückt, die als Darstellung des Beginns und Untergangs der Welt gedeutet werden können. Auf einem der Säulenkapitelle ist ein Kopf dargestellt, der im Volksmund als Neidkopf bezeichnet wird und wohl eine Abbildung Lokis darstellt. Die Gratgewölbe im Mittelschiff mit spitzbogigen Schildbögen und kräftigen, breitbogigen Gurtbögen ruhen über hoch angesetzten, abgekragten Vorlagen. In die Seitenschiffe wurden Tonnengewölbe mit unregelmäßigen Stichkappen eingezogen. Die Wölbung der Ostseite ist niedriger als die im Mittelschiff. In die Apsisbögen wurden Säulchen eingestellt. In den flachen Nebenapsiden stehen Altarblöcke. Die Turmhalle ist mit einem Tonnengewölbe ausgestattet.

#### Ausmalung

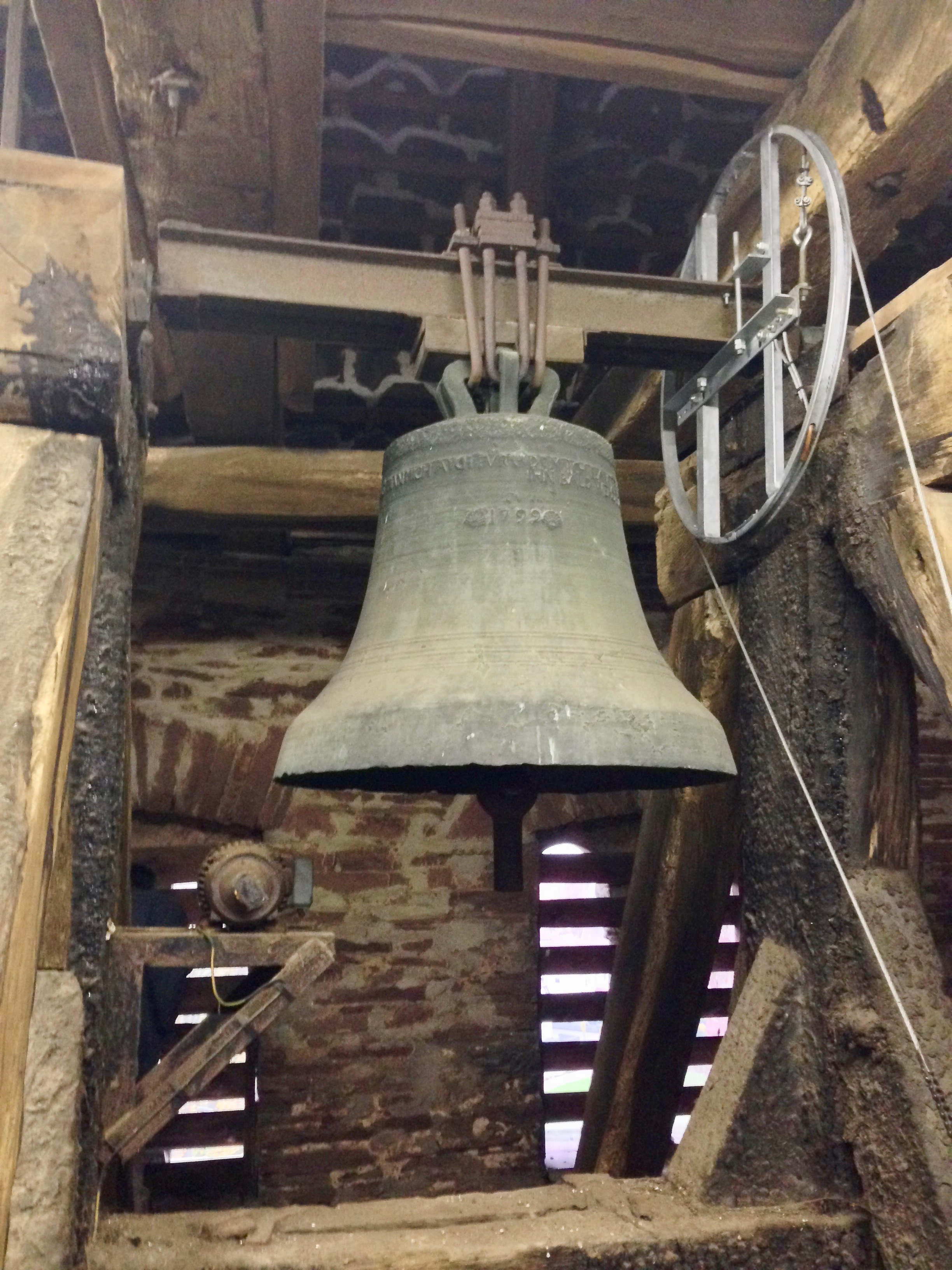
Glocke von St. Kilian

Die ornamentale Wand- und Gewölbemalerei aus der Zeit um 1200 ist in der Art der Soester Schule ausgeführt. Sie wurde um 1939 nachgemalt und von 1971 bis 1976 restauriert. Die Apsisausmalung ist vom Anfang des 13. Jahrhunderts. Der Apostelfries wurde 1873 aufgedeckt und ergänzt. Die Übermalung wurde 1937 teilweise entfernt und mit einer Majestas Domini mit Assistenzfiguren bemalt. Bei einem Teileinsturz des Apsisbogens ging 1958 diese Arbeit bis auf Fragmente verloren. Bei einer Restaurierung im Jahr 1961 wurde sie in Grisaillemalerei ergänzt.

#### Ausstattung

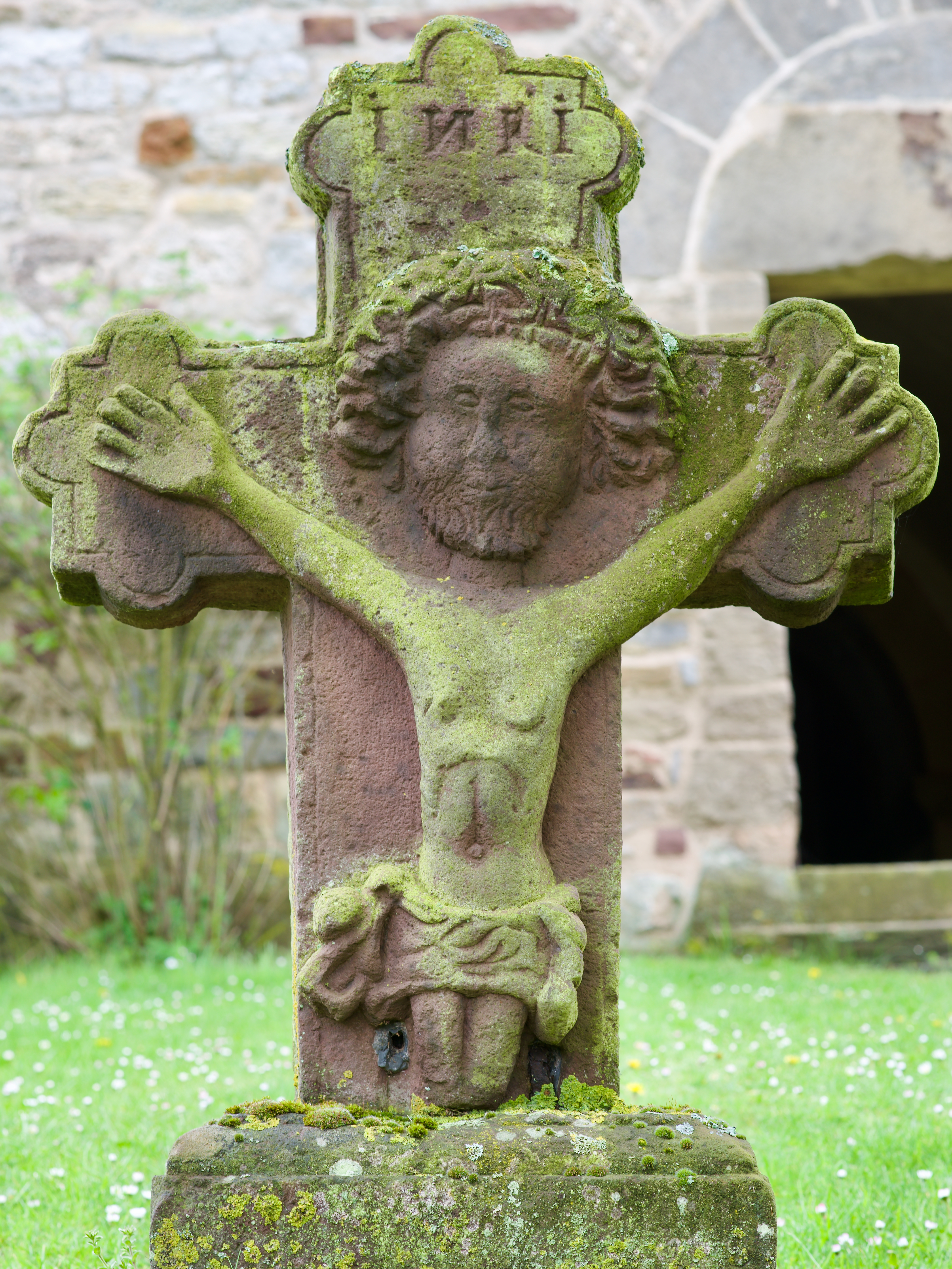
Kreuz vor St. Kilian, Lügde

- Im nördlichen Querschiff steht vor gemustertem Grund, unter einem reich geschmückten Baldachin, eine Madonna mit Kind vom zweiten Viertel des 14. Jahrhunderts.
- Der spätgotische Dreisitz ist mit geschnitztem Blendmaßwerk verziert.
- Die vier barocken Schnitzfiguren, zwei Könige und zwei Bischöfe sind von der zweiten Hälfte des 17. Jahrhunderts.
- Die Glocke von 1799 wurde von Caspar Greve gegossen.
- Auf dem Friedhof steht vor dem Turmportal ein Grabkreuz mit klobigem Kruzifix. Es erinnert an den 1691 gestorbenen Scharfrichter Mathias Bröcker. Es ist jedoch davon auszugehen, dass der Stein vor Einmeißeln der rückseitigen Inschrift einen anderen Verwendungszweck hatte. Die von der üblichen Darstellung des Gekreuzigten abweichende Darstellung lässt vermuten, dass der Stein aus der Zeit der iro-schottischen Mission stammt.[2]